# Hermann Goedsche
Hermann Ottomar Friedrich Goedsche (né le 12 février 1815 à Trachenberg, aujourd'hui Żmigród en Pologne et mort le 8 novembre 1878  à Warmbrunn, aujourd'hui Cieplice Śląskie-Zdrój, un quartier de Jelenia Góra, dans la voïvodie de Basse-Silésie, en Pologne) est un écrivain prussien de tendance antisémite. Il écrivit sous le pseudonyme de Sir John Retcliffe (parfois écrit comme Sir John Readcliffe).

## Écrits
Dans son roman Biarritz, un chapitre nommé « Dans le cimetière juif de Prague » décrit un discours du rabbin Eichhorn ou Reichhorn qui révèle un complot juif contre la civilisation européenne en général. Bien que faisant partie d’une nouvelle, il fut imprimé séparément en tant que pamphlet antisémite en Russie à partir de 1872. On peut le considérer comme un précurseur des protocoles des sages de Sion.

## Ouvrages
- Der letzte Wäringer. Historisch politische Novelle aus den letzten Tagen Constantinopels (1835, as Theodor Armin)
- Burg Frankenstein. Vaterländische Romaneske aus den Zeiten Kaiser Friedrich Barbarossas (3 volumes, 1836)
- Die Sage vom Ottilien-Stein (1836)
- Die steinernen Tänzer. Romantische Sage aus Schlesiens Vorzeit (2 volumes, 1837)
- Nächte. Romantische Skizzen aus dem Leben und der Zeit (2 volumes, 1838-1839)
- Schlesischer Sagen-, Historien- und Legendenschatz (1839-1840)
- Mysterien der Berliner Demokratie (1848, sous le pseudonyme de Willibald Piersig)
- Enthüllungen (1849, publié de manière anonyme)
- Die Russen nach Constantinopel! Ein Beitrag zur orientalischen Frage (1854)
- Sebastobol. Historisch-politischer Roman aus der Gegenwart (4 volumes, 1855-1857)
- Nena Sahib, oder: Die Empörung in Indien. Historisch-politischer Roman 1858-1859
- Villafranca, oder: Die Kabinette und die Revolutionen. Historisch-politischer Roman aus der Gegenwart (3 volumes, 1860-1862)
- Biarritz. Historisch-politischer Roman (3 volumes, 1868)
- Um die Weltherrschaft (suite de Biarritz, 5 volumes, 1877-1879)